# That Certain Woman
That Certain Woman (bra: Cinzas do Passado) é um filme estadunidense de 1937, do gênero drama romântico, escrito e dirigido por Edmund Goulding, e estrelado por Bette Davis, Henry Fonda e Anita Louise. O filme é uma refilmagem de "The Trespasser", produção também dirigida por Goulding em 1929.

## Sinopse
Mary Donnell (Bette Davis), uma jovem ingênua, é casada com Al Haines, um contrabandista que é morto durante o Massacre do Dia de São Valentim. Para se sustentar, ela aceita um emprego como secretária do advogado casado Lloyd Rogers (Ian Hunter), que se sente atraído por ela, mas mantém seus sentimentos em segredo por respeito à propria esposa. Mary e Jack Merrick, Jr. (Henry Fonda), o filho de um cliente rico, se conhecem na empresa e se apaixonam, casando-se em segredo logo depois. Eles tentam fugir, mas Jack Merrick, Sr. (Donald Crisp), o pai reprovador de Jack, interfere e anula o casamento.
Logo depois, Mary descobre que está grávida e decide ter o filho sem informar Jack. O rapaz se casa com Florence "Flip" Carson (Anita Louise), uma mulher da mesma classe social, que mais tarde perde o movimento das pernas por causa de um acidente automobilístico. Mary, novamente precisando de dinheiro, volta a trabalhar no mesmo local, como secretária. Lloyd morre vários anos depois no apartamento de Mary.
Ele deixa a maior parte de sua propriedade para Mary, o que causa um alvoroço imediato na imprensa e traz à tona seu passado. Jack Jr., ainda casado, reaparece e se oferece para adotar o filho de Mary, mas então descobre que é o pai legítimo do menino. A esposa de Lloyd, acreditando que Mary é mentirosa e o filho não é realmente de seu marido, tenta destruir o testamento. Quando o pai de Jack Jr. descobre que o menino é realmente seu neto, ele instaura um processo para que Mary seja declarada imprópria e a criança seja removida de sua custódia, o que estremece novamente a relação de Mary e Jack Jr.

## Elenco
Na ordem dos créditos:
- Bette Davis como Mary Donnell
- Henry Fonda como Jack Merrick, Jr.
- Anita Louise como Florence "Flip" Carson Merrick
- Ian Hunter como Lloyd Rogers
- Donald Crisp como Jack Merrick, Sr.
- Hugh O'Connell como Virgil Whitaker
- Katherine Alexander como Sra. Rogers
- Mary Phillips como Amy
- Minor Watson como Tildon
- Sidney Toler como Detetive Neely
- Charles Trowbridge como Dr. James
- Norman Willis como Fred
- Herbert Rawlinson como Dr. Hartman
- Tim Henning como Kenyon
- Dwayne Day como Jackie
- Jeff York como Repórter

## Recepção
Em sua crítica no The New York Times, Frank S. Nugent escreveu: "Apesar de todo o peso de seu tema, pela monotonia sem esperança da má sorte de sua heroína, o filme tem um valor dramático ... Srta. Davis se apresenta valentemente, como sempre, dando cor a um papel que, em mãos inferiores, poderia ter sido incolor".
A revista Time descreveu o filme como "o que é conhecido como filme de jogadores; todos recebem a chamada, e todos respondem com todo o ofício teatral que ele pode convocar".
A revista Variety disse: "A produção tem classe e atmosfera ... um filme bem feito que merece e terá estreias estendidas, e que empurra Bette Davis uma ou duas rodadas a mais como atração de bilheteria ... [O filme] exige mais de seu talento do que qualquer outro filme em que ela apareceu ... Ela exibe atuação da mais alta ordem".
Sobre o filme, a própria Bette Davis disse:
"[Ele] certamente não era um dos meus roteiros favoritos. Havia uma falsidade em todo o projeto. Mas conheci e trabalhei com Edmund Goulding pela primeira vez. Ele se concentrou em cenas atraentes de mim – em outras palavras, me deu o tratamento de estrela. Foi a primeira vez que tive isso. Eu sempre fui uma membra do elenco – uma membra principal – mas não me faziam especial como Goulding me fez especial neste filme".
Davis e Goulding trabalharam juntos em mais três filmes: "Vitória Amarga" (1939), "Eu Soube Amar" (1939) e "A Grande Mentira" (1941).

### Bilheteria
O filme arrecadou US$ 749.000 nacionalmente e US$ 247.000 no exterior, totalizando US$ 996.000 mundialmente.